# Наследники (фильм, 1960)
«Наследники» — советский цветной фильм 1960 года режиссёра Тимофея Левчука, продолжение его кинодилогии «Киевлянка».
Один из лидеров кинопроката СССР: 16-е место среди советских лент проката 1960 года, фильм посмотрели 25,4 млн зрителей.

## Сюжет
Социальный молодежный кинороман о судьбах детей кинодилогии «Киевлянка», которые, продолжая дело родителей и дедов, трудятся на киевском заводе «Арсенал» и строят социалистическое будущее.
Молодежная бригада завода борется за звание бригады коммунистического труда. Бригадир — Матвей Дорошенко, сын Галины Очеретько. Старый рабочий Яков Середа передаёт свой опыт и активно помогает молодым членам бригады. Однако комсомольцам мешают карьерист-инженер Каменский и проходимец Евгений, выдающий себя за изобретателя-самородка, а на самом деле обычный халтурщик ищущий лёгких денег и бабник. Не сразу ребятам удаётся раскусить этих двоих, и, поначалу доверившись им, поначалу бригада отстаёт в соцсоревновании, но благодаря старым «арсенальцам», пришедших на помощь молодёжной бригаде, не допускает срыва плана по выпуску продукции.
Параллельно развивается линия приёмного сына Якова Середы — Мигеля. Он получает письмо от своих настоящих родителей и едет на Родину, в Испанию. Там Мигеля пытаются склонить на свою сторону католические церковники, но тот, понимая, что его переезд хотят использовать для очернения Советского Союза, а в действительности он не нужен даже родным родителям, возвращается в Советский Союз к тем, кто стал его настоящей семьёй.

## В ролях
- Борис Чирков — Яков Петрович Середа
- Полина Куманченко — Горпина, жена Якова Середы
- Нина Иванова — Галя Очеретько
- Юрий Максимов — Романюк, бывший директор «Арсенала»
- Владимир Гусев — Матвей Дорошенко, бригадир, сын Галины Очеретько
- Микаэла Дроздовская — Надя
- Валерий Квитка — Хосе Мигель Санчес (Миша), приёмный сын Якова
- Сергей Дворецкий — Юрка Святоха
- Анатолий Юрченко — Сашко
- Всеволод Ларионов — Женя Левченко
- Лариса Левчук — Лариса
- Валентина Ананьина — Светлана
- Олег Борисов — Фимка Воронюк
- Павел Грубник — Вася Кныш
- Владислав Ковальков — Степан
- Константин Ершов — Костя
- Лев Снежницкий — Иннокентий Павлович Каменский, инженер
- Виктор Халатов — Тимофей Павлович, старый рыбак, приятель Якова Середы
- Алескер Гаджи Алекперов — падре Агила
- Августа Миклашевская — Тереза Сантос, мать Мигеля
- Николай Кутузов — Хуан Сантос, отец Мигеля
- Алексей Бунин — Корней Васильевич Святоха, рабочий-арсеналец, друг Якова Середы
- Анатолий Фалькович — дон Ромеро
- Людмила Алфимова — Глаша, подруга Нади
- Николай Козленко — Иван Иванович, парторг завода
- Евгений Пономаренко — Чуприенко, представитель «Красного креста»

## Критика
Кинокртики Нина Игнатьева в журнале «Искусство кино» (1961) отмечала, что по сравнению с первой частью — фильмом «Киевлянка», его продолжение вышло менее удачным, во многом из-за слабости сценария: сюжет схематично построен и идеи раскрыты декларативно.